# Katastrophenforschungsstelle
Eine Katastrophenforschungsstelle (kurz KFS genannt) ist eine Forschungseinrichtung zur Untersuchung von Katastrophen und Großunfällen.

## Geschichte
Die weltweit erste Katastrophenforschungsstelle war das Disaster Research Center. Enrico L. Quarantelli hat die Forschungsstelle im Jahr 1963 an der US-amerikanischen Ohio State University eingerichtet und im Jahr 1985 an die dortige University of Delaware verlegt.
Im Jahr 1987 wurde die Katastrophenforschungsstelle an der Christian-Albrechts-Universität zu Kiel gegründet. Dort arbeitete sie bis zum Jahr 2003 unter der Leitung ihres Gründers Lars Clausen, in den Jahren von 2003 bis 2009 unter der Leitung von Wolf R. Dombrowsky und von 2009 bis 2011 unter der Leitung von Martin Voss, einem Schüler von Lars Clausen, international und national in Forschung, Beratung und Training, veranstaltete Seminare und gab Veröffentlichungen heraus. Am 29. Februar 2012 endete das letzte Forschungsprojekt der KFS an der Christian-Albrechts-Universität zu Kiel. 2011 richtete Martin Voss an der Freien Universität Berlin die Katastrophenforschungsstelle (KFS) neu ein, nunmehr mit einer sozialwissenschaftlich-interdisziplinären Ausrichtung. Zum 1. Dezember 2022 wurde die Katastrophenforschungsstelle in Krisen- und Katastrophenforschungsstelle (KFS) umbenannt.